# 505
Раннє Середньовіччя. У Східній Римській імперії триває правління Анастасія I. На Апеннінському півострові володіння Теодоріха Великого мають офіційний статус віцекоролівства Римської імперії. У Європі існують численні германські держави, зокрема Іберію та південь Галлії займає Вестготське королівство, Північну Африку захопили вандали, утворивши Африканське королівство, у Тисо-Дунайській низовині утворилося Королівство гепідів. На півночі Галлії панують салічні франки, у Західній Галлії встановилося Бургундське королівство.
У Китаї період Північних та Південних династій. На півдні править династія Лян, на півночі — Північна Вей. В Індії правління імперії Гуптів. У Японії триває період Ямато. У Персії править династія Сассанідів.
На території лісостепової України в VI столітті виділяють пеньківську й празьку археологічні культури. VI століття стало початком швидкого розселення слов'ян. У Північному Причорномор'ї співіснують різні кочові племена, зокрема гуни, сармати, булгари, алани.

## Події
- Ефталіти або гуни перебралися через Кавказ і напали на Персію.
- Візантійський імператор Анастасій I погодився розділити з персами витрати на оборону Дар'яльської ущелини.
- Колізей, як і 422 року, постраждав від землетрусу.

## Народились
- Варахаміхіра, індійський астроном.